# Ulica Koletek w Krakowie
Ulica Koletek – ulica w Krakowie, w dzielnicy I Stare Miasto, na Stradomiu. Łączy ul. św. Agnieszki z ul. Smoczą, która jest jej przedłużeniem.
Wytyczona w 1844. Początkowo nazywana ulicą Kopernika. Obecna nazwa pochodzi od mieszczącego się przy niej w latach 1593–1820 klasztoru ss. bernardynek i ich kaplicy św. Kolety, obowiązuje od 1858. 
Większość zabudowy stanowią kamienice czynszowe.

## Budynki
- ul. Koletek 1 – kamienica, proj. Beniamin Torbe, XX wiek.
- ul. Koletek 3 – kamienica, proj. Beniamin Torbe, 1905.
- ul. Koletek 4 – kamienica, proj. Karol Knaus, 1887.
- ul. Koletek 5 – kamienica, proj. Beniamin Torbe, 1905.
- ul. Koletek 6 – kamienica, proj. Władysław Kopald, Maksymilian Nitsch, ok. 1889.
- ul. Koletek 7 – kamienica, proj. Henryk Lamensdorf, 1911.
- ul. Koletek 8 – kamienica, proj. Karol Knaus, 1895.
- ul. Koletek 9 – klasycystyczny dworek księdza Mateusza Dubickiego, kanclerza katedry, z początków XIX wieku.
- ul. Koletek 10 – dworek koletek, potem siedziba Wojskowej Komendy Uzupełnień-Kraków Podgórze.
- ul. Koletek 12 (ul. Sukiennicza 2) – dawny klasztor ss. Koletek, następnie Dom dla Starców Krakowskiego Towarzystwa Dobroczynności. Od 2013 roku budynek mieszkalny.
- ul. Koletek 15 – kamienica, proj. I. Knause, 1911.
- ul. Koletek 17 – kamienica, proj. I. Knause, 1911.
- ul. Koletek 19 – kamienica, proj. I. Knause, 1911.
- ul. Koletek 21 - ( ul. Smocza 10) – kamienica, proj. Józef Weinberger, 1928
- ul. Koletek 22 – stadion piłkarski, korty tenisowe oraz budynki klubowe KS Nadwiślan Kraków.

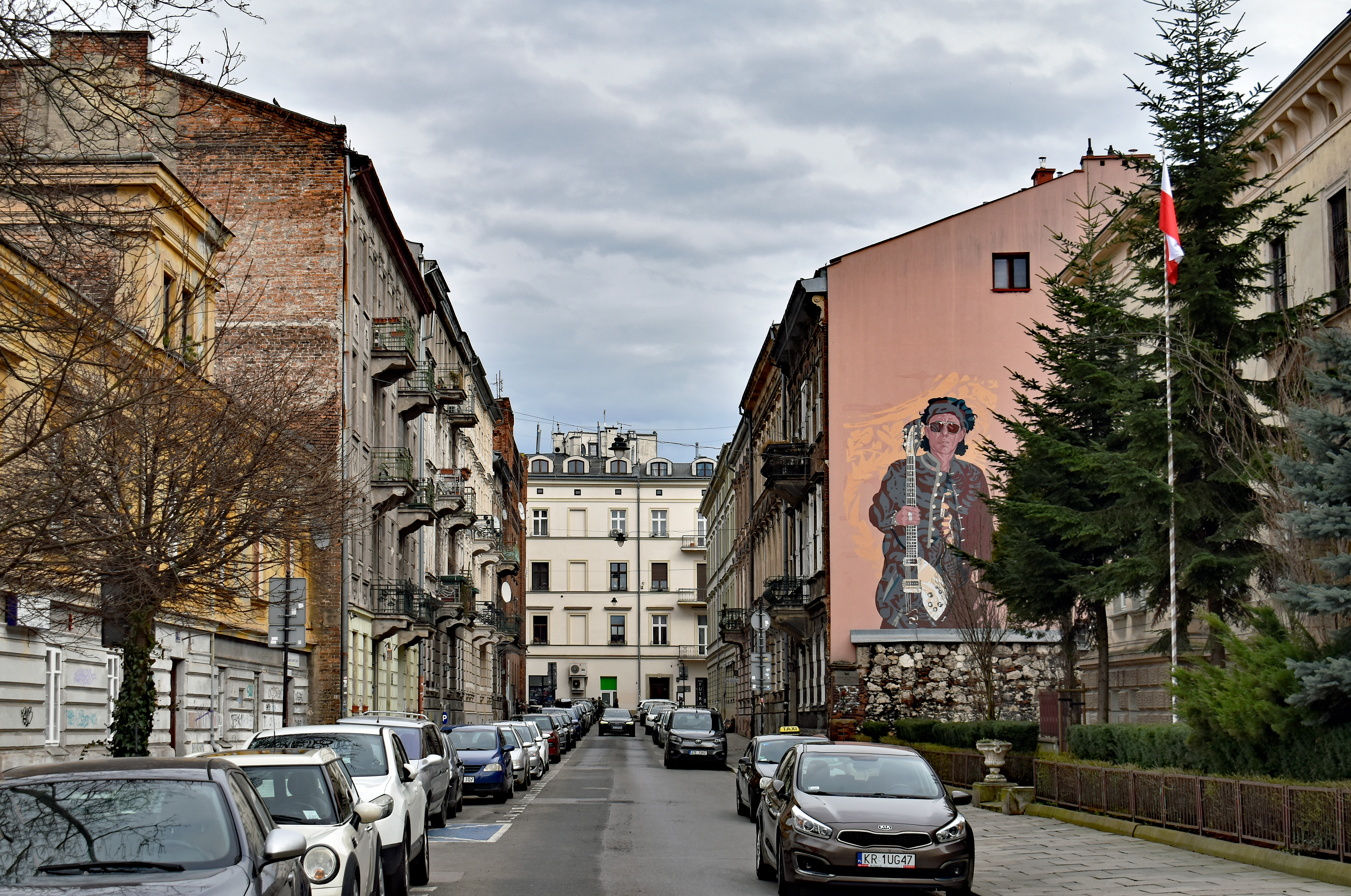
Wschodnia część ulicy. Na kamienicy ul. Koletek 8 mural poświęcony Andrzejowi Bieniaszowi, muzykowi Püdelsów.
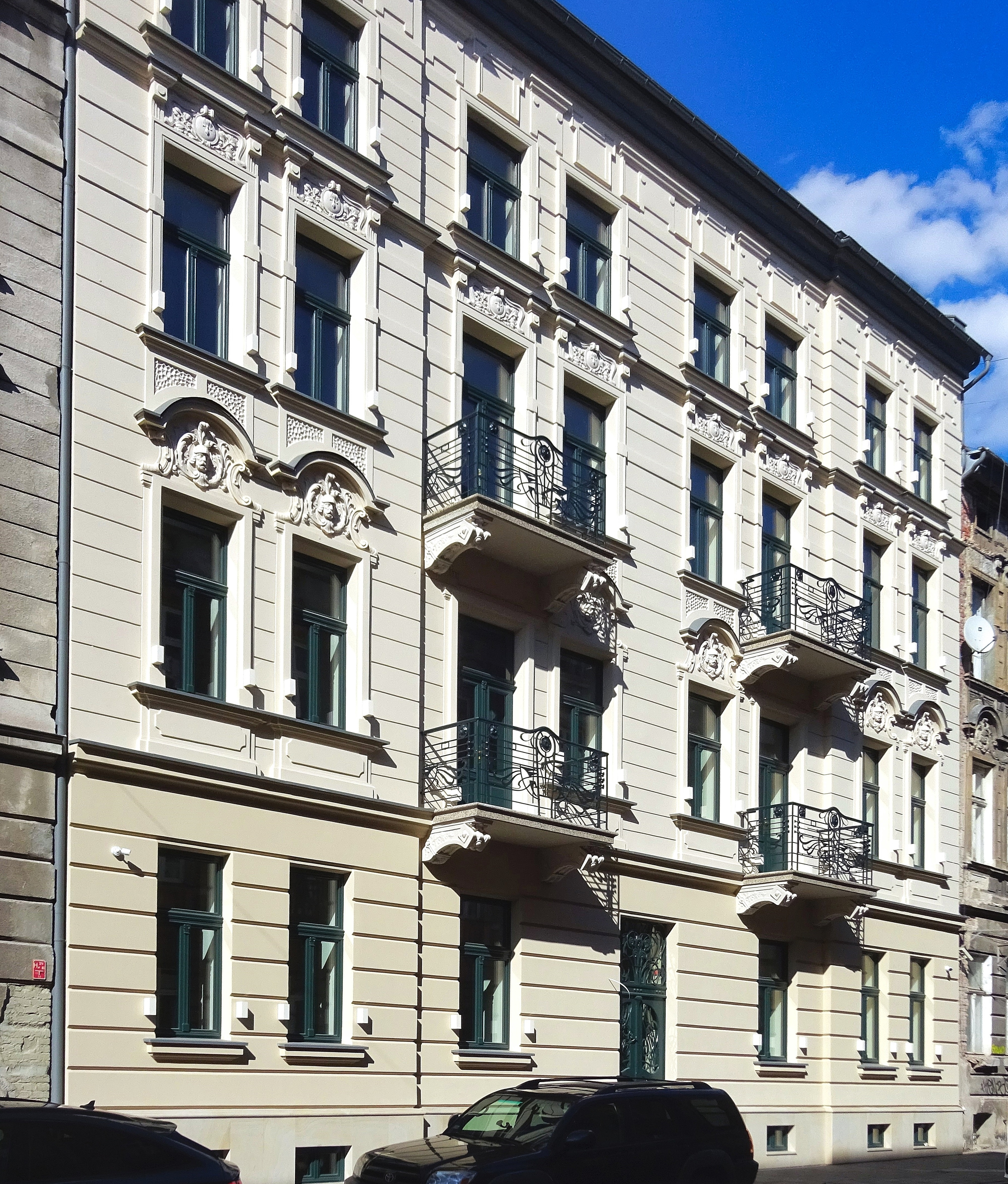
ul. Koletek 3 Kamienica (proj. Beniamin Torbe, 1905–1911)
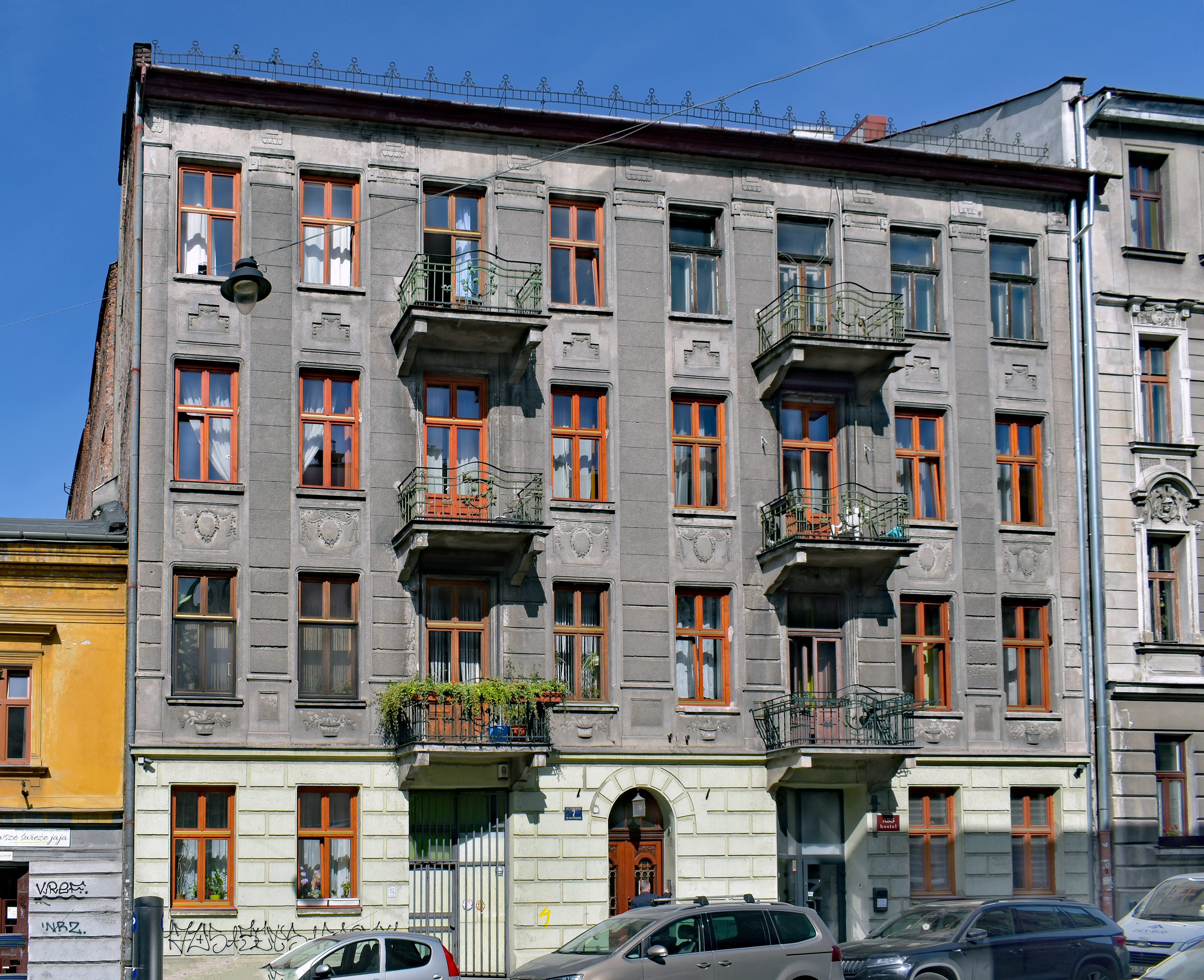
ul. Koletek 7 Kamienica (proj. Henryk Lamensdorf, 1911)
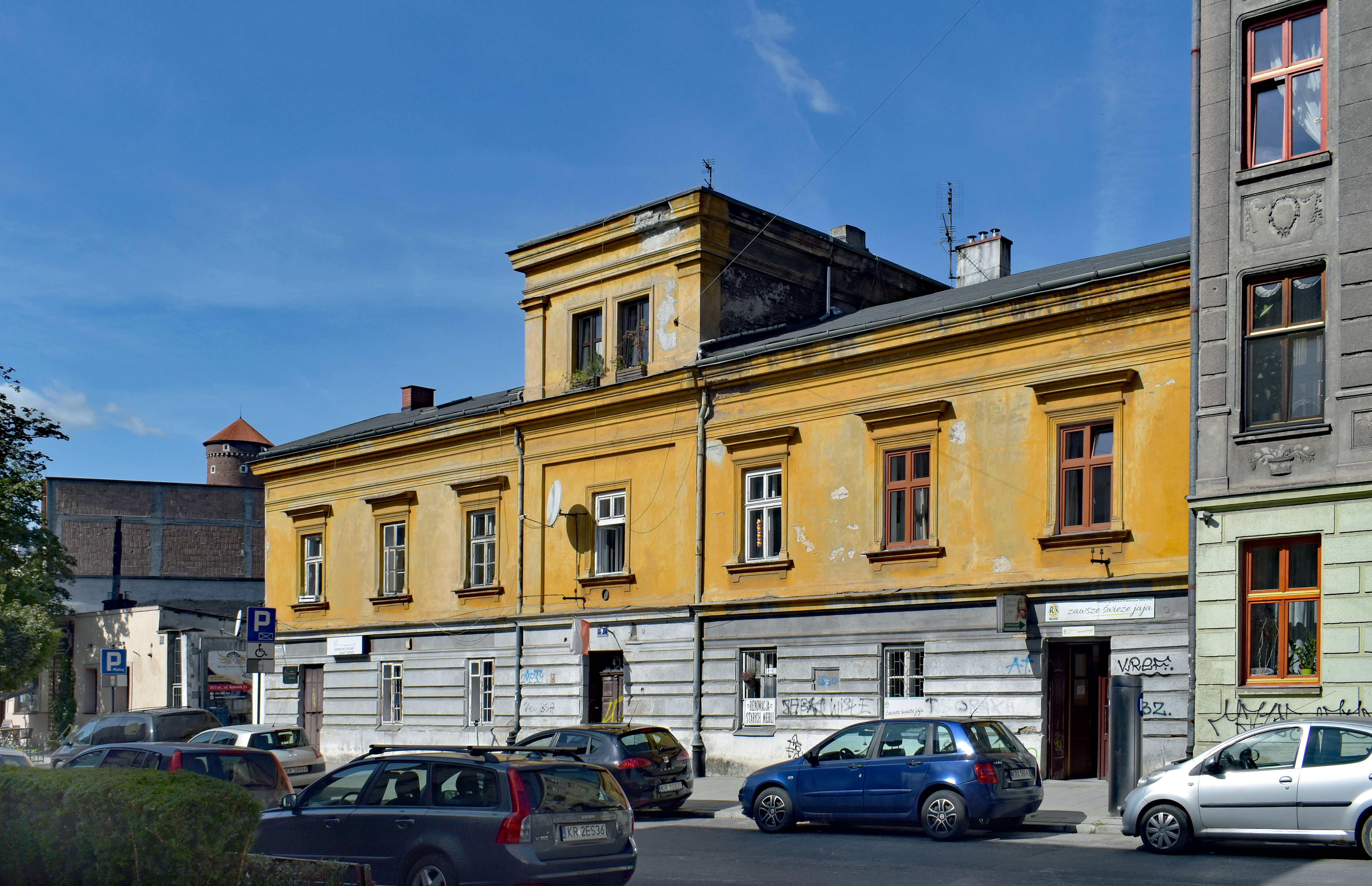
ul. Koletek 9 Dworek kanonika Dubickiego.
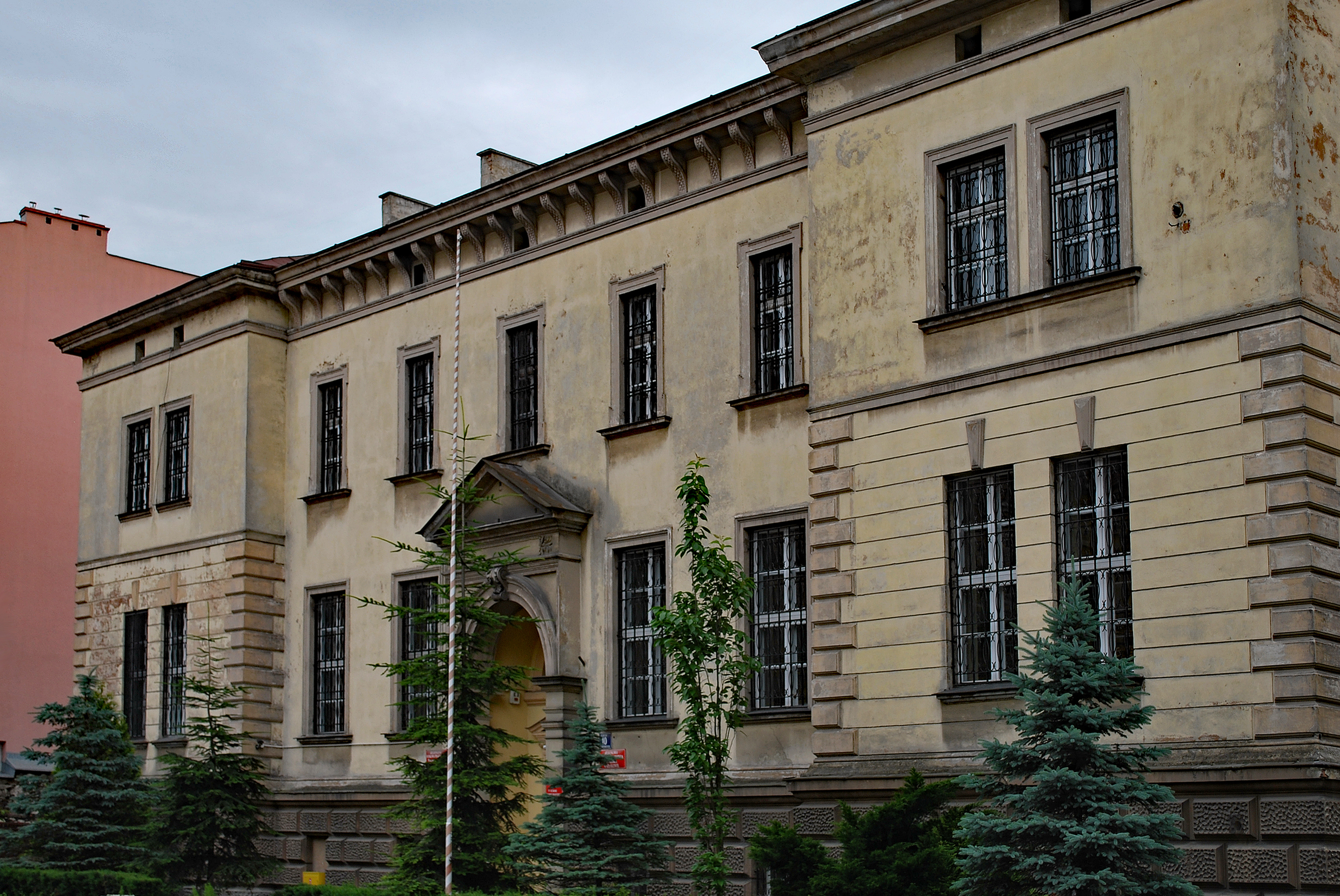
ul. Koletek 10 Dawny dworek ss. koletek.
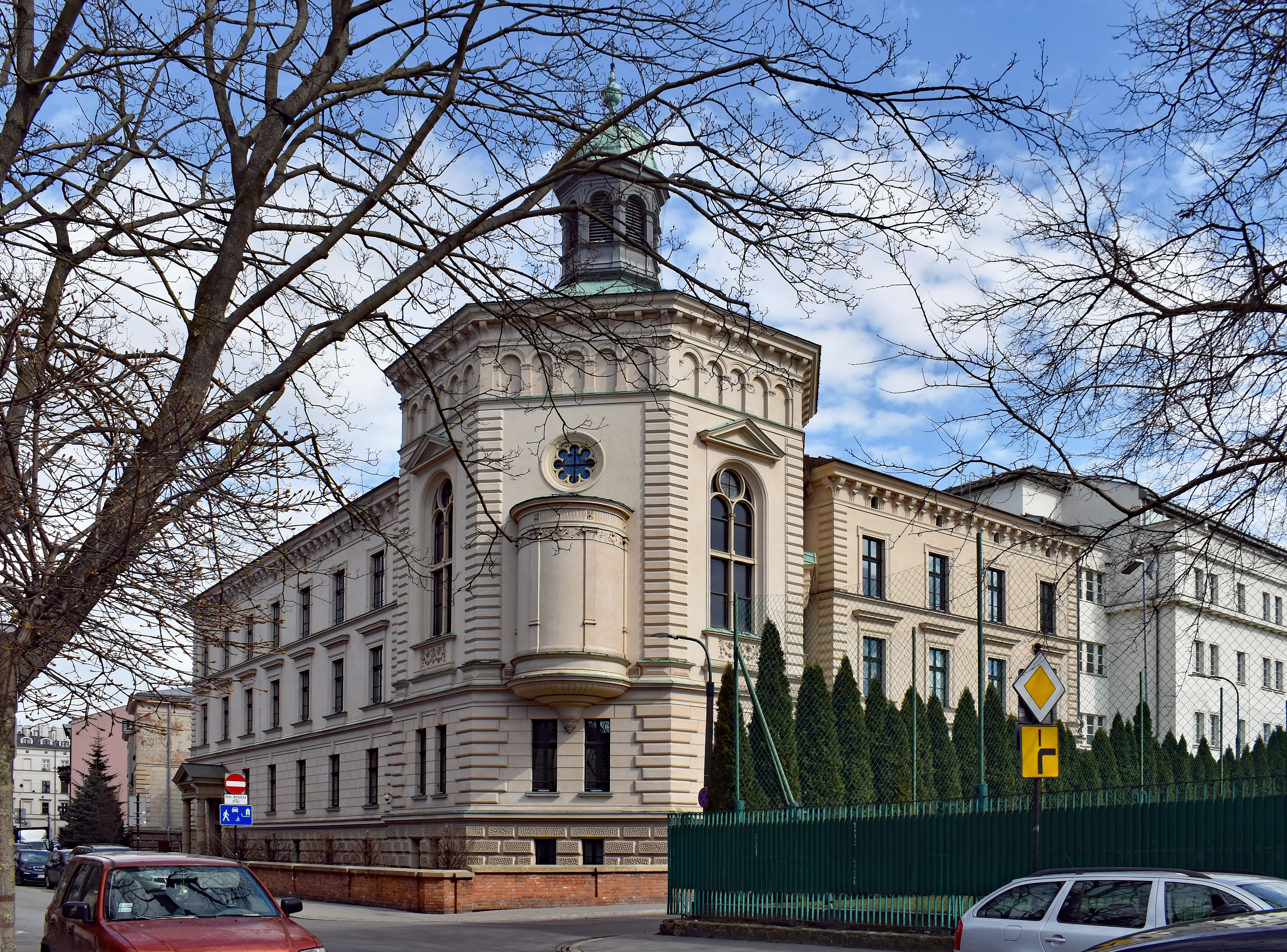
ul. Koletek 12 Dawny klasztor i kaplica ss. koletek.